# Saint-Victor-l’Abbaye
Saint-Victor-l’Abbaye – miejscowość i gmina we Francji, w regionie Normandia, w departamencie Sekwana Nadmorska.
Według danych na rok 1990 gminę zamieszkiwało 569 osób, a gęstość zaludnienia wynosiła 67 osób/km² (wśród 1421 gmin Górnej Normandii Saint-Victor-l’Abbaye plasuje się na 410. miejscu pod względem liczby ludności, natomiast pod względem powierzchni na miejscu 434.).